# Chevron Corporation
Chevron Corporation er verdens fjerde-største ikke-statsejede olieselskab. Selskabet med hovedkvarter i San Ramon, CA, USA har aktiviteter i 180 lande, og er en af verden største selskaber indenfor olieraffinering og salg af brændstof.
Chevron startede i 1879 som Pacific Coast Oil Company.
I 2001 blev selskaberne Chevron og Texaco til ChevronTexaco. Texaco var startet i 1901 under navnet The Texas Fuel Company. I 2005 blev navnet Texaco fjernet, og moderselskabet hed nu igen Chevron Corporation.